# Хулија Пастрана
Хулија Пастрана (август 1834 – 25. март 1860) била је извођачица и певачица током 19. века која је боловала од хипертрихозе. Пастрана, домородачка жена из Мексика, рођена је 1834. године, негде у држави Синалоа. Рођена је са генетским стањем, лат. hypertrichosis terminalis (или енг. “generalized hypertrichosis lanuginosa”), што је узроковало да јој лице и тело буду прекривени равним, црним длакама. Уши и нос били су јој необично велики, а зуби неправилни.  Ово последње стање изазвала је ретка болест, недијагностикована током живота, хиперплазија гингиве, која је задебљала усне и десни.

## Биографија
Постоји више верзија раног живота Пастране. Литература коју су произвели они који су водили циркусе “наказа” у којима се она појављивала, описивала ју је као припадницу индијанског племена званог "Копачи Корена" чији су чланови били слични мајмунима и живели су у пећинама. У овој верзији се каже да је жену идентификовану само као госпођу Еспиносу, племе отело и држало у пећини, а она је одвела Пастрану са собом када је успела да побегне.
У другој верзији, која се заснива на речима домородачких сељака у Окорони у Мексику, Пастрана је била локална девојка коју су називали „жена вучица“.  У овој верзији, Пастрана је живела са мајком све док јој мајка није преминула, након чега ју је ујак продао циркусу. Оба извештаја тврде да је у неком тренутку живела у кући Педра Санчеза, тадашњег гувернера Синалое, и напустила дом 1854.
Према Иренеу Пазу, Франциско Сепулведа, царински службеник у Мазатлану, купио је Пастрану и довео је у Сједињене Државе. У почетку је Пастрана наступала под управом Ј.В. Бич, али је 1854. побегла са Теодором Лентом, удавши се за њега у Балтимору, Мериленд. Коризма је преузела њено управљање, а они су путовали по САД -у и Европи.  Пастрана је рекламирана као хибрид између животиње и човека и радила је на споредним изложбама под уметничким именима „Жена Бабун“, “Жена са псећим лицем“, „Длакава жена“, „Мајмун- суочен са женом ", “Медведица” и “Неописива".  Међутим, током наступа је илустровала своју интелигенцију и таленат: певала, играла и комуницирала са публиком.
Током турнеје у Москви, Пастрана је родила сина, са особинама сличним њеним. Дете је преживело само три дана, а Пастрана је умрла од компликација након порођаја пет дана касније.

## Лекарски прегледи
Током њеног живота, управа Пастране договорила се да је прегледају лекари и научници, користећи њихове оцене у огласима како би привукли већу публику. Један лекар, др Александар Б. Мот, потврдио је да је она била посебни резултат парења човека и орангутана. Друга, др С. Брејнерд из Кливленда, изјавила је да је Пастрана била припадница „друге врсте“. Францис Бакланд је изјавио да је она била "само деформисана мексичка Индијанка". Семјуел Ниланд, јр., упоредни анатом Бостонског друштва природне историје, изјавио је да је она припадница људске расе и да је индијског порекла.
Чарлс Дарвин је расправљао о њеном случају након њене смрти, описујући је:
| „ | Хулија Пастрана, шпанска плесачица, била је изузетно фина жена, али је имала густу мушку браду и длакаво чело; била је фотографисана и њена пуњена кожа јој је била изложена као представа; али оно што нас забрињава је то што је имала и у горњој и у доњој вилици неправилни двоструки скуп зуба, један ред постављен у други, од којих је др Пурланд узео гипс. Уста су јој истурена, а лице је имало изглед гориле. | ” |